# Гарсиа Линера, Альваро

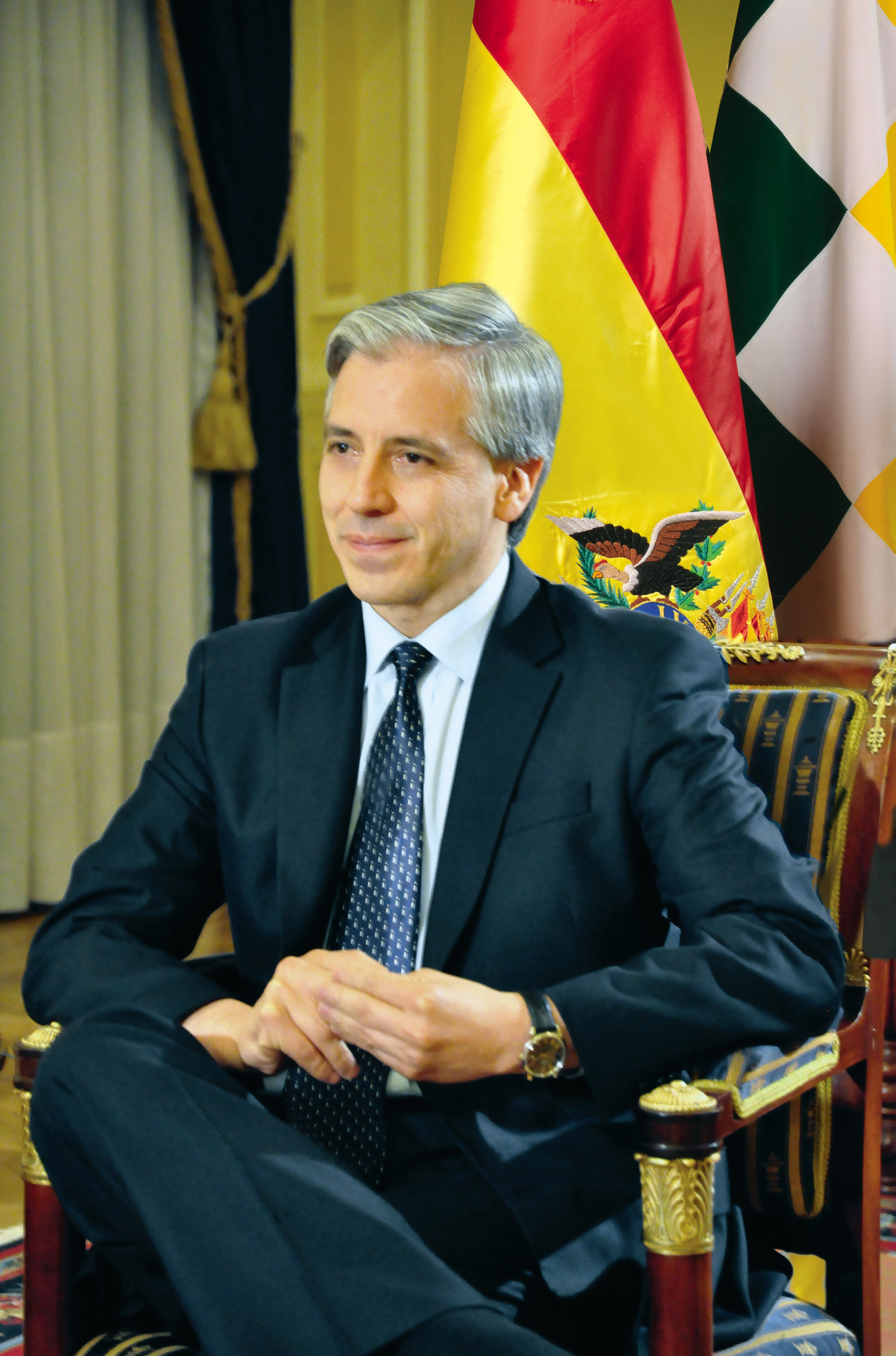
38-й вице-президент Боливии Альваро Гарсиа Линера

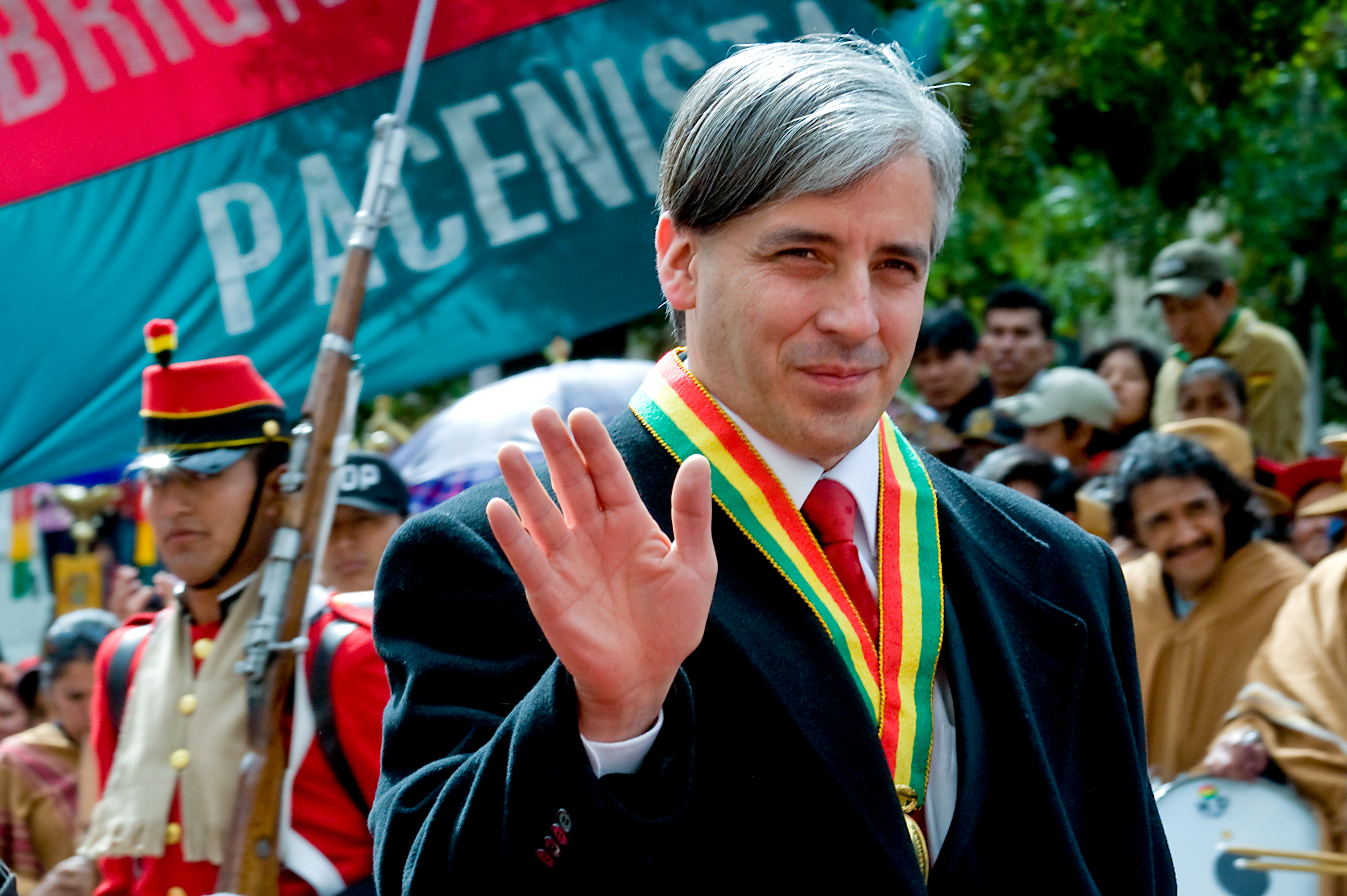
В 2008 году

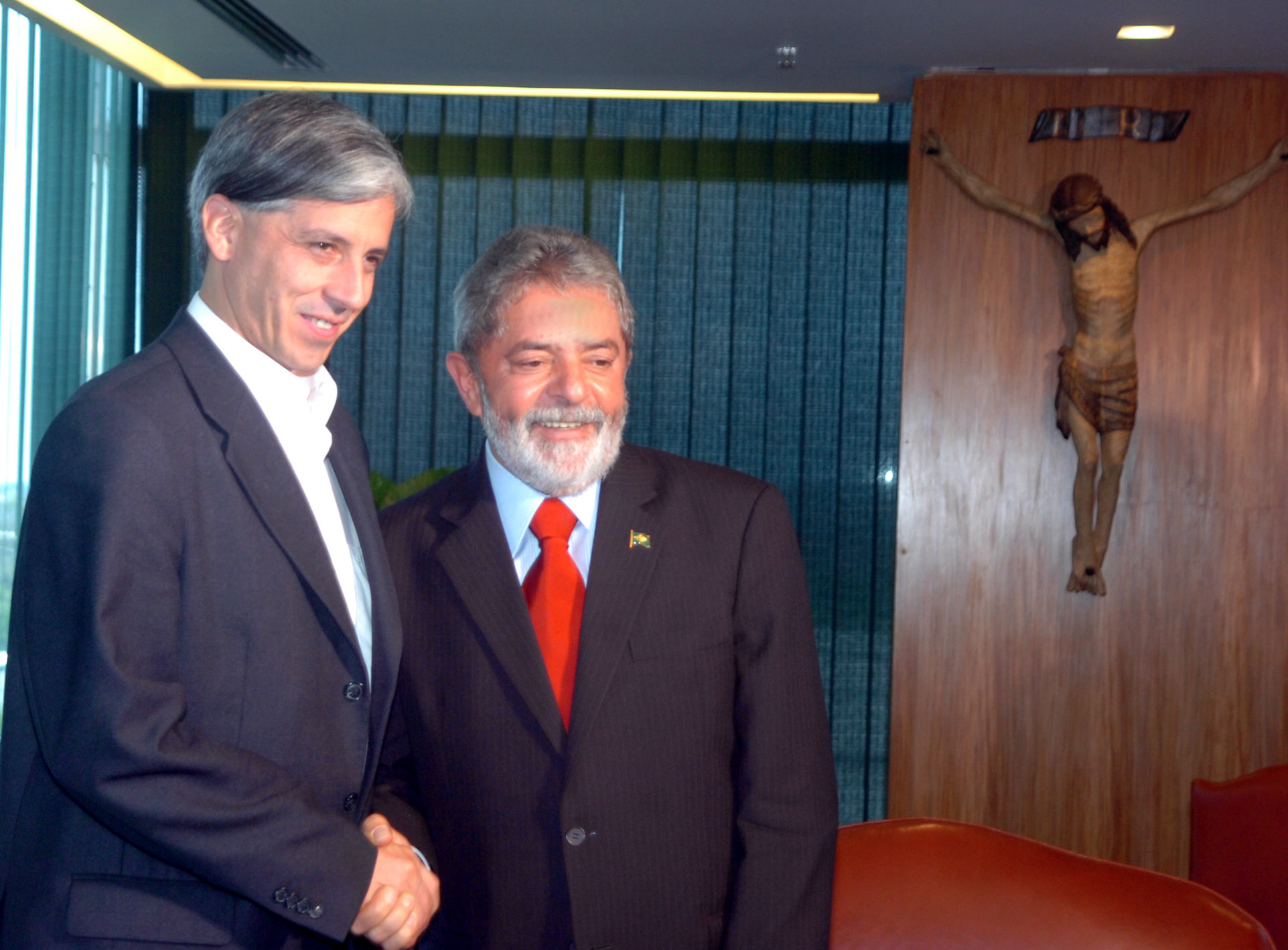
С президентом Бразилии Лулой да Силвой (2006)

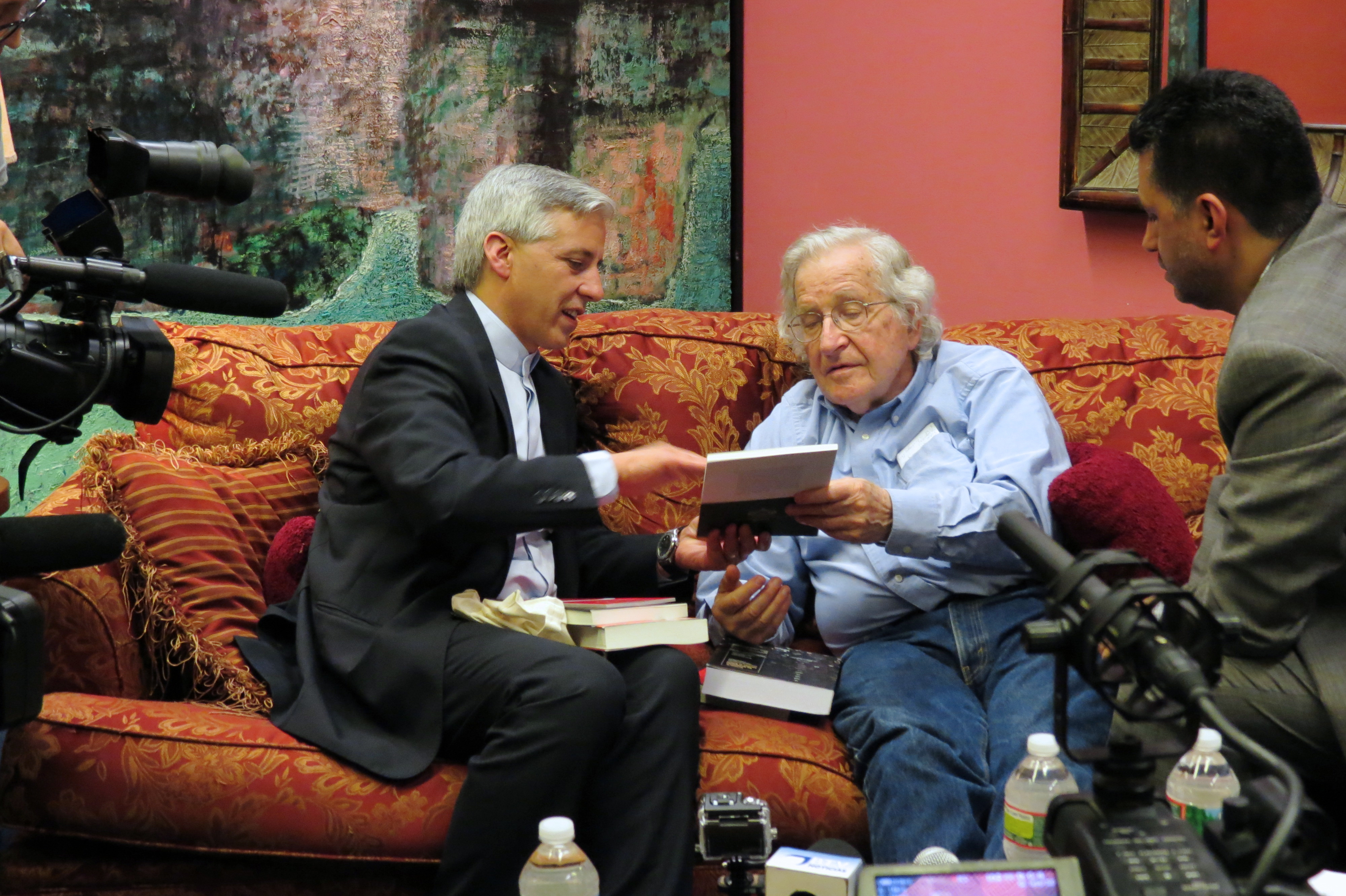
С Ноамом Хомским (2013)

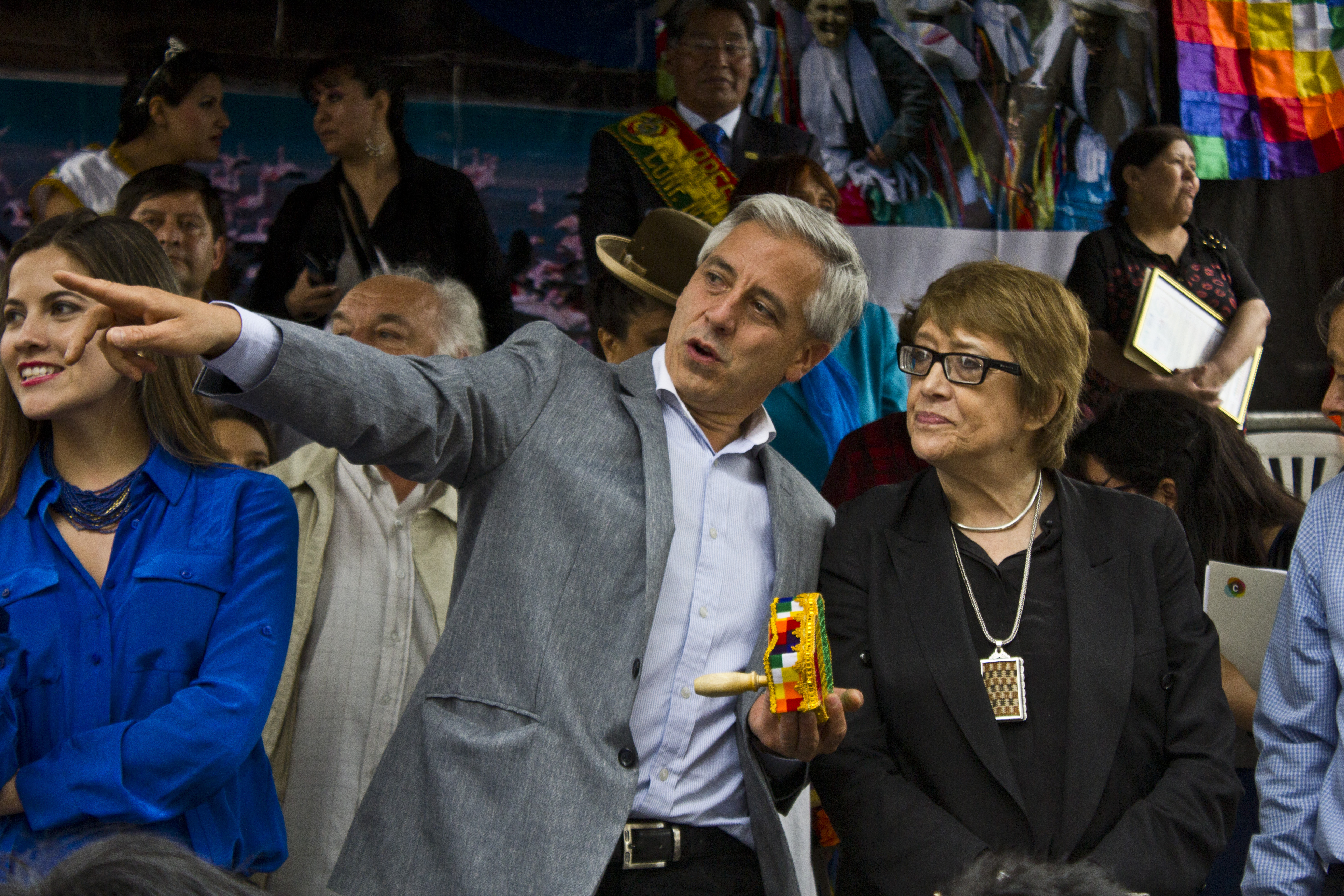
С министром культуры Аргентины Тересой Пароди (2014)

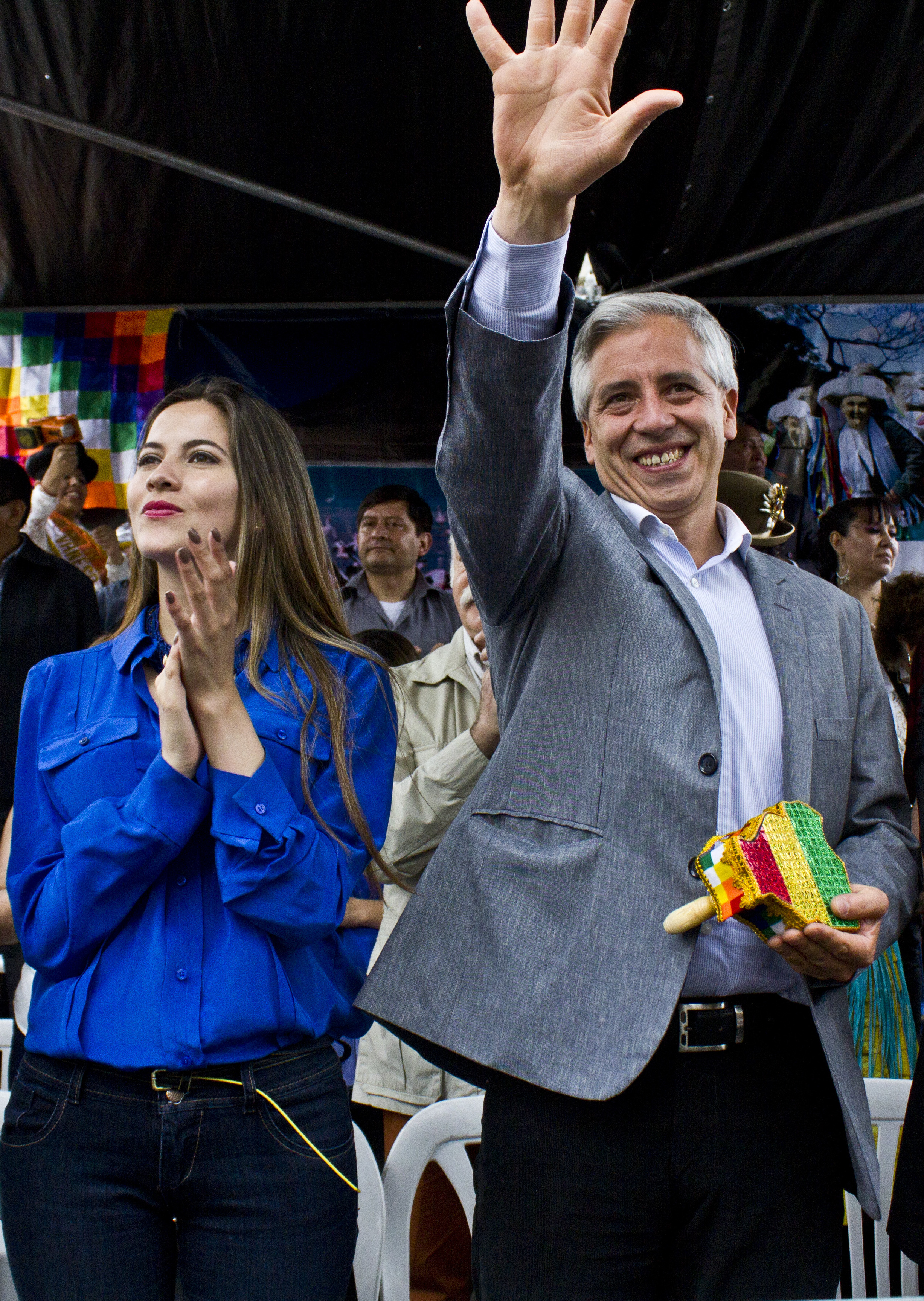
Со второй супругой Клаудией Фернандес Вальдивией

Альваро Марсело Гарсиа Линера (исп. Álvaro Marcelo García Linera, 19 октября 1962) — боливийский политический деятель, математик и социолог. Вице-президент Боливии (2006—2019), член «Движения к социализму» и бывший организатор и руководитель Партизанской армии имени Тупак Катари.

## Биография

### Ранние годы. Повстанец
На идейное становление Альваро Гарсиа Линеры повлияло творчество двух классических боливийских политических авторов: Фаусто Рейнаги и Рене Савалеты. В 1981 году перебрался в Мексику, где изучал математику и встретил свою первую жену, мексиканку-социолога Ракель Гутьеррес Агилар, участвовавшую в движении солидарности с Сальвадором.
Не завершив учебу, он вернулся в Боливию в 1984 году и установил контакт с крестьянскими и шахтёрскими лидерами, включая Фелипе Киспе из Движения коренных народов имени Тупак Катари и, согласно его официальной биографии, Эво Моралеса. Вместе с первым в 1986 году он выступил соучредителем Партизанской армии имени Тупак Катари (EGTK), объединяющих аймара и кечуа с метисами и индейского катаризм с марксизмом. В 1980-х годах он также участвовал в организации низовых коренных крестьянских общин «Айльюс Рохос», опубликовал свою первую книгу и вёл полемику против троцкистов и маоистов в рабочем движении.

### Заключение и освобождение
10 апреля 1992 года он был арестован в Эль-Альто-де-ла-Пас секретными службами правительства Хайме Паса Саморы спустя день после ареста его жены и других членов EGTK, пойманных на «предположительном» разрушении линий электропередачи. Его подвергли пыткам, что осудила Amnesty International, и заставили подписать заявление. Заключённый в течение пяти лет вместе с остальными лидерами EGTK в тюрьме Чончокоро в превентивном заключении без судебного приговора, Альваро Гарсиа Линера изучал социологию самоучкой и продолжал работать над марксистской теорией, выразив свои размышления в книге «Форма стоимости, форма общности: Теоретико-абстрактный подход к основам цивилизации».
В апреле 1997 года, поскольку приговор так и не был вынесен, Гарсиа Линера и другие члены EGTK были освобождены. После освобождения вместе с Луисом Тапиа, Раулем Прадой и Ракель Гутьеррес сформировал группу Comuna, чтобы создать пространство для академической рефлексии в борьбе с неолиберальной идеологией. Он также стал преподавателем программы социологии в Высшем университете Сан-Андреса, одновременно проводя исследования, связанные с положением рабочего класса. в Боливии. Одним из его предметов стали производители коки — в начале 2000 года он лично встретился с Моралесом во время так называемой «водной войны» в Кочабамбе. В итоге Гарсиа Линера не только написал монографию «Социология социальных движений в Боливии» (Sociología de los Movimientos Sociales en Bolivia, 2005), но и сблизился с партией Моралеса.

### Вице-президент
Гарсиа Линера предоставил свои идеологические рекомендации членам Движения к социализму (MAS) и принял предложение Моралеса стать его кандидатом в вице-президенты на президентских выборах декабря 2005 года. Их тандем победил на выборах в Боливии абсолютным большинством голосов, набрав 54 %. В правительстве Гарсиа Линера выступал и главным теоретиком «коммунального марксизма», обосновывая такие шаги, как национализация углеводородной промышленности и Закон о правах Матери-Земли (о котором подчёркивал, что он не предназначен препятствовать промышленному развитию или добыче полезных ископаемых). Подпитывая теоретико-академическую рефлексию своего политического процесса, с декабря 2008 года он организовывал цикл международных семинаров под лозунгом «Размышляя о мире из Боливии» при участии таких интеллектуалов, как Дэвид Харви, Антонио Негри и Славой Жижек.
17 апреля 2009 боливийские СМИ сообщили о разоблачении и обезвреживании «террористической группы», которая планировала физическое уничтожение президента Моралеса и вице-президента Альваро Гарсиа Линеры. В ходе перестрелки между полицией и злоумышленниками в гостинице «Лас Америкас» в г. Санта-Крус-де-ла-Сьерра, три члена террористической группы были убиты и двое арестованы. Среди террористов — венгр (Эдуардо Рожа-Флорес), румынский венгр, ирландец, боливиец и колумбиец, что указывает на возможность участия наёмных убийц в этом плане. Президент Моралес, который в этот день находился в Венесуэле, обвинил правую оппозицию в попытке государственного переворота.

### Конец власти
Гарсия Линера заявил о своем намерении уйти из политики ради преподавательской и писательской деятельности по окончании своего срока в 2014 году. В декабре 2016 года он вновь объявил, что не будет выдвигаться на следующих выборах, хоть и продолжит участвовать в «битве идей» и сопровождать президента Моралеса «во всех будущих боях». Однако оба раза дуэт Моралеса и Гарсии Линеры всё равно баллотировались на переизбрание.
9 ноября Главнокомандующий вооруженными силами Боливии Виллимас Калима призвал президента Эво Моралеса уйти в отставку из-за массовых протестов, вызванных фальсификациями во время всеобщих выборов. 10 ноября Эво Моралес объявил об отставке. Вслед за ним об уходе с поста объявил и вице-президент Альваро Гарсиа Линера. 12 ноября, вместе с ушедшим в отставку Эво Моралесом, прибыл в Мексику. В ноябре 2020 года он вернулся в Боливию после того, как социалисты вернулись к власти с избранием Луиса Арсе президентом.

## Избранные произведения
- с Íñigo Errejón. Qué horizonte. Hegemonía, Estado y revolución democrática.[6] 2020
- The State and the Democratic Road to Socialism, 2018.[7]
- Plebeian Power: Collective Action and Indigenous, Working-Class and Popular Identities in Bolivia.[8] 2014
- Sociología de los movimientos sociales en Bolivia, La Paz, Diakonia, Oxfam y Plural, 2004.
- Procesos de trabajo y subjetividad en la formación de la nueva condición obrera en Bolivia, La Paz, Programa de las Naciones Unidas para el Desarrollo (pnud), 2000. Reproletarización.
- "Espacio Social y estructuras simbolicas. Clase, dominación simbólica y etnicidad en la obra de Pierre Bourdieu." 2000
- Nueva clase obrera y desarrollo del capital industrial en Bolivia (1952-1998), La Paz, Comuna y Muela del Diablo, 1999.
- Las armas de la utopía, La Paz, Postgrado en Ciencias del Desarrollo (ci des), umsa, Umbrales y Punto Cero, 1996.
- Forma valor y forma comunidad de los procesos de trabajo, La Paz, Quipus, 1995.
- De demonios escondidos y momentos de revolución. Marx y la revolución social en las extremidades del cuerpo capitalista, La Paz, Ofensiva Roja, 1991.
- Crítica de la nación y la nación crítica, La Paz, Ofensiva Roja, 1989.
- Introducción al Cuaderno Kovalevsky de Karl Marx, La Paz, Ofensiva Roja, 1989.
- Introducción a los estudios etnológicos de Karl Marx, La Paz, Ofensiva Roja, 1988.

## Статьи и интервью
- «The MAS is of the Centre-Left» An interview with Álvaro García Linera by Pablo Stefanoni, International View Point, December 2005 Архивная копия от 4 августа 2009 на Wayback Machine
- Marxism and Indigenism in Bolivia: A Dialectic of Dialogue and Conflict, Z Net, April 2005
- Indianismo and Marxism: The mismatch of two revolutionary rationales, Links, 2005 Архивная копия от 2 марта 2016 на Wayback Machine
- «Neo-liberalism and the New Socialism — Speech by Alvaro Garcia Linera», Political Affairs, January-February 2007
- Bolivia: Coming to Terms with Diversity, Laura Carlsen interviews Alvaro Garcia Linera, 2007
- Catastrophic equilibrium and point of bifurcation, Bolivia Rising, May 2008 Архивная копия от 3 марта 2016 на Wayback Machine